# جودي كوب
جودي كوب (بالإنجليزية: Jodi Cobb)‏ هي مصورة أمريكية، ولدت في القرن العشرين.

## وصلات خارجية
- جودي كوب على موقع ميوزك برينز (الإنجليزية)